# Vil Du?!
Vil Du?! is een computerspel ontwikkeld door YipYip. Het spel werd in 2016 uitgebracht.
Vil Du?! is een therapeutische game voor kinderen die te maken hebben gehad met seksueel misbruik. De game biedt kinderen een veilige omgeving om te experimenteren met intimiteit en seksualiteit. Tevens biedt het kinderen de kans om leuke, nare en moeilijke gebeurtenissen op het gebied van seksualiteit en intimiteit uit te beelden.

## Ontvangst
- Winnaar Dutch Game Award: Best Serious Game

"Niet alleen draagt het spel bij aan de behandeling van jonge kinderen. Ook de ervaringsdeskundige binnen het team heeft rust en helderheid gekregen."
- Winnaar stimuleringsprijs KFhein Fonds

"VilDu?! is een vorm van therapieondersteuning die past binnen deze tijd; de game verbindt met de belevingswereld van (jonge) kinderen."
- Winnaar Lovie Awards 2018

In de categorie: Apps, Mobile Sites & Podcasts (Experimental & Innovation).
- Nominatie Webby Awards 2018

In de categorie: Games (Social Impact).